# Comte de Saint-Germain
Pour les articles homonymes, voir Saint-Germain.
Pour le Secrétaire d'État français à la Guerre, voir Claude-Louis de Saint-Germain.
Le comte de Saint-Germain, né probablement entre 1690 et 1710 (en 1691 selon la légende) et mort le 27 février 1784 à Eckernförde, est un aventurier du XVIIIe siècle, musicien, peintre et polyglotte, réputé alchimiste.
Personnage mystérieux entouré de légendes, la tradition alchimique lui attribue la paternité de l’œuvre ésotérique La Très Sainte Trinosophie. Réputé immortel, il a inspiré de nombreuses œuvres littéraires et artistiques jusqu’à nos jours.

## Biographie

### Hypothèses sur ses origines

#### Potentiel descendant caché de quelque personnalité royale
Sa naissance n'a pu être conjecturée que sur la base de quelques témoignages épars, dont celui de son ami le prince Frédéric II de Hesse-Cassel, qui laissent supposer qu'il était l'enfant illégitime, né en 1696, du prince François II Rákóczi de Transylvanie et de la princesse Violante-Béatrice de Bavière, de la maison de Wittelsbach, épouse (veuve en 1713) de Ferdinand de Médicis, prince de Florence et qu'il fut élevé à Florence par le grand-duc de Toscane Jean-Gaston de Médicis, beau-frère de la seconde. Toutefois, le baron de Gleichen qui relate que le comte de Saint-Germain a fini ses jours dans le Schleswig chez le prince Charles de Hesse-Cassel où il est mort à 93 ans, et que « Ayant hérité de ses papiers et reçu les lettres reçues depuis au défunt », « toutes les peines que les amis, les domestiques et même les frères de ce princes se sont donnés pour arracher de lui le secret de l'origine de M. de Saint-Germain ont été inutiles. »
Quoi qu'il en soit, certains virent en lui le descendant caché de quelque personnalité royale, et dans cette filiation supposée la raison de son intimité avec le roi Louis XV. Ainsi a-t-on pu également reconnaître en lui l'enfant naturel de la reine d'Espagne Marie-Anne de Neubourg, et d'un noble, le comte de Melgar. Ces liens de parenté, dont aucun n'est avéré, expliqueraient le train de vie aisé qu'il a toujours mené, son éducation et sa culture. En effet, outre ses connaissances certaines en chimie, Saint-Germain est reconnu par ses contemporains comme un homme de très grand savoir, musicien habile et peintre de qualité.

#### Origines juives
Selon le marquis de Créquy, Saint-Germain était un Juif alsacien du nom de « Simon Wolff », né à Strasbourg, fin XVIIe début XVIIIe siècle. Dufort de Cheverny, dans ses Mémoires, l'évoque comme « Le fameux Saint-Germain, Rose-Croix, Juif errant"». Le Baron de Gleichen, dans ses Souvenirs, rapporte que "le bailli de Solar demanda à M. de Choiseul s'il était vrai que le gouvernement ignorait l'origine d'un homme qui vivait en France sur un pied si distingué. « Sans doute que nous le savons, répliqua M. de Choiseul (et ce ministre ne disait pas vrai), c'est le fils d'un Juif portugais qui trompe la crédulité de ville et de la cour ». D’autres l’ont associé à un Juif portugais de Bordeaux.

### Un laboratoire d'alchimie au château de Chambord
Résidant à Londres, où il brille dans les salons comme musicien, Saint-Germain est arrêté comme espion jacobite, en 1743. Il quitte la capitale britannique en 1746, et on perd sa trace pendant 12 ans. Pour certains, il se retire en Allemagne où il se consacre à ses recherches chimiques et alchimiques. Pour d’autres, il voyage jusqu’en Inde et au Tibet : aucune preuve de ces périples n’est avancée, mais on constate plus tard, en effet, que le comte a une profonde connaissance de l’Orient. Arrivé à Paris au début de 1758, sur les instances du maréchal de Belle-Isle, adepte enthousiaste de son élixir de longue vie, il écrit aussitôt à Marigny, directeur des Bâtiments du Roi, en déclarant : « J’ai fait dans mes terres la plus riche et la plus rare découverte qu’on ait encore faite. J’y ai fait travailler avec une assiduité, une constance, une patience qui n’ont peut-être pas d’exemple, pendant près de vingt ans. » Il conclut avec cette requête assortie d’une promesse : « L’objet de tant de soins obtenu, je viens volontairement en offrir le profit au Roi, mes seuls frais déduits, sans lui demander autre chose que la disposition libre d’une des maisons royales, propre à établir les gens que j’ai amenés d’Allemagne pour mon service », sur quoi Marigny lui attribue le château de Chambord, alors inhabité. Saint-Germain installe ses assistants, ses ouvriers et son laboratoire dans les communs. Pourtant, il est plus souvent à Paris qu’à Chambord. Il se fait présenter à la marquise de Pompadour, qui l’introduit auprès du roi Louis XV. Celui-ci apprécie immédiatement le brillant personnage qui, très vite, devient l’un de ses familiers.

### Apprécié de Louis XV et détesté de Choiseul
Si le comte s'est attiré la sympathie du roi, il s'est en revanche aliéné le puissant duc de Choiseul, principal ministre de Louis XV, qui lancera une campagne pour le discréditer.

#### Gauve
Choiseul paie un comédien nommé Gauve  (alias « milord Gor », ou « Gower », ou « Qoys ») pour imiter le comte de Saint-Germain, se faire passer pour lui dans les quartiers populaires de Paris et le faire ainsi passer pour fou. Gauve parcourt les salons sous l'identité de Saint-Germain et raconte les histoires les plus invraisemblables : qu'il aurait bu avec Alexandre le Grand, aurait assisté à l'entrée du même à Babylone, aurait connu Jésus et lui aurait prédit une fin abominable,, aurait chassé avec Charlemagne ou François Ier. Tout ceci a contribué grandement à la naissance et à l'amplification de la légende de son immortalité. Jean-Pierre-Louis de Luchet, inventeur, dans ses Mémoires authentiques pour servir à l'histoire du comte Cagliostro (Berlin, 1785), d'une rencontre aussi baroque que fantasmagorique entre Saint-Germain et Cagliostro, mentionne également ce lord Gor, ou Gauve, qu'il assimile abusivement au comte.
Rapidement, la supercherie est dévoilée et Gauve reconnu. Contrairement à ce qu'a prévu Choiseul, le vrai Saint-Germain n'en sort pas ridiculisé, mais grandi.

#### Espionnage
Le 14 février 1760 il fuit la France, sous le prétexte de sombres affaires, mais en fait , le roi, voulant en finir avec la ruineuse guerre de Sept Ans, l'a envoyé secrètement, muni des pleins pouvoirs et de l’autorisation du maréchal de Belle-Isle, ministre de la Guerre, aux Pays-Bas pour entamer des pourparlers de paix et négocier un emprunt de trente millions de florins pour la France. Choiseul parvient à y intercepter les courriers du comte et à convaincre le roi qu’il est un espion au service de la Prusse. Sur le point d’être arrêté et renvoyé en France, il s’enfuit en Angleterre, se réfugiant pendant trois mois à Londres, où on lui apprend qu’il n’est pas le bienvenu. De là, il passe à La Haye, puis à Nimègues, près de la frontière allemande, où il achète un grand domaine, et se lance dans des recherches sur les pigments et les couleurs, dont il a augmenté l’éclat grâce à l’ajout de nacre. En avril 1762, sur l’invitation du comte Pierre Rotari, il se rend en Russie, où il devient un intime du comte Orlov et aurait joué un rôle dans le coup d'État perpétré par les frères Orlov contre Pierre III pour installer Catherine II sur le trône.

### Nouveaux protecteurs
Après tous ses voyages en Prusse, Russie, Italie, Angleterre, et Autriche (où on le voit souvent à Vienne, « quartier général des Rose-Croix ») il s'arrête à la cour du landgrave de Schleswig-Holstein, alchimiste fervent.
En 1766 Saint-Germain se met sous la protection du roi de Prusse Frédéric II, mais le quitte l'année suivante. Pendant un certain temps, il prend l’ascendant sur le margrave d’Ansbach, qui l'emmène partout avec lui. En 1770, il apparaît à Livourne en uniforme de général russe.
En 1779, parvenu à Gottorp, sur la Baltique, il est hébergé par le landgrave de Hesse-Cassel.

### Décès
Il meurt le 27 février 1784 à Eckernförde, dans le Schleswig, âgé de 93 ans selon son hôte, Charles de Hesse-Cassel qui fut sans doute aussi son principal confident:470-1, et que, selon le baron de Gleichen, « il avait entièrement subjugué et engagé dans des spéculations mal réussies».

## Légende
Saint-Germain, personnage exceptionnel qui, amusé par les rumeurs, ne les a jamais démenties, reste dans l'Histoire car il symbolise le rêve de l'immortalité.
Il était habillé de vêtements couverts de bijoux, n'absorbait que des pilules, du pain et du gruau, mais ne se nourrissait ni ne buvait jamais en public. Il parlait et écrivait le français, l’anglais, l’italien, le sanscrit, l’arabe, le chinois, le grec, le latin, l’allemand, le portugais et l’espagnol. Il peignait et, virtuose au clavecin et au violon, il composait aussi de la musique. Il aurait été très versé en chimie et alchimie. Les gens de l'époque croyaient qu'il avait accompli le Grand Œuvre alchimique, qui apporte l'immortalité. On lui attribue d'ailleurs l'ouvrage d'alchimie La Très Sainte Trinosophie, mais cela n'est pas prouvé et souvent contesté:475. Il avait une grande passion pour les pierres précieuses, dont il avait toujours de grandes quantités.
Les croyances populaires lui prêtaient le souvenir de ses vies antérieures et une sagesse correspondante : il aurait disposé d'un élixir lui ayant donné une vie très longue, de deux à quatre mille ans, supposait-on, ce qui lui permettait de raconter les noces de Cana ou les intrigues de la cour de Babylone. Dans une lettre du 15 avril 1760 à Frédéric II, Voltaire disait de lui « C’est un homme qui ne meurt point, et qui sait tout » et Frédéric II l'appelait « l'homme qui ne peut pas mourir ». Lui-même semble avoir été là-dessus plus modéré puisqu'il aurait seulement dit qu'il avait trois cents ans et son domestique, interrogé sur ce point, se serait borné à répondre : « Je ne puis vous le dire : il n’y a que cent ans que je suis à son service. »
Le compositeur Rameau se souvenait d'avoir vu Saint-Germain en 1701. La comtesse de Gercy l'avait vu à Venise, où son mari était ambassadeur, 50 ans plus tôt.
Plusieurs extraits des Mémoires de Casanova corroboreront l'idée selon laquelle le comte « témoignait » avec beaucoup de réalisme des époques les plus reculées (une anecdote est donnée dans laquelle le comte laisse croire à sa présence au concile de Trente). Saint-Germain est aussi présenté par Casanova comme « savant, [parlant] parfaitement la plupart des langues ; grand musicien, grand chimiste, d'une figure agréable ». Son intérêt pour la recherche de moyens propres à augmenter la durée de la vie humaine eut aussi pour effet d'augmenter les rumeurs courant déjà sur sa longévité supposée hors du commun.
Des hypothèses ont circulé sur ses actions d'espionnage, sans qu'on sache pour qui. Il aurait été au moins agent triple, tandis que diverses allégations rapportent son attachement au principe monarchique ou même à l'hégémonie allemande rosicrucienne.
Selon la marquise de Créquy, dont les Souvenirs ont pu être interpolés, il soutira cent mille écus en quatre ans à Madame d'Urfé, pour la cabale et la pierre philosophale.
Casanova a raconté son entrevue à La Haye avec le comte, vêtu d'un costume d'Arménien, le même que l'on prêtait au Juif errant, autre incarnation du mythe de la longévité perpétuelle, mythe apparu, incidemment, au XVIIe siècle. Mais Casanova soupçonna le comte de prestidigitation et d'imposture.

### Faux souvenirs sur Marie-Antoinette
Saint-Germain est également cité dans les Souvenirs sur Marie-Antoinette, livre publié en 1836 par le faussaire Étienne-Léon de Lamothe-Langon, qui prétend que ce sont les mémoires authentiques de Gabrielle Pauline Bouthillier de Chavigny, comtesse d’Adhémar, dame du palais de la reine Marie-Antoinette.
Le livre relate, entre autres, la démonstration de transmutation d'une pièce d'argent en or que fit Saint-Germain devant son premier mari, le marquis de Valbelle. Dans un autre chapitre, la comtesse d'Adhémar raconte la visite de Saint-Germain (il se fait alors appeler monsieur de Saint-Noël), qui veut prévenir le roi Louis XVI des malheurs à venir de la Révolution française : « Ce règne lui sera funeste [à Louis XVI] [...] Il se forme une conspiration gigantesque qui n'a pas encore de chef visible, mais il paraîtra avant peu. On ne tend à rien moins qu'à renverser ce qui existe, sauf à le reconstruire sur un nouveau plan. On en veut à la famille royale, au clergé, à la noblesse, à la magistrature. Cependant, il est temps encore de déjouer l'intrigue : plus tard ce serait impossible ». Elle l'introduit discrètement auprès de la reine Marie-Antoinette (sans doute en 1774) et est témoin de ses étonnantes révélations à la reine : « Le parti encyclopédiste veut le pouvoir, il ne l'obtiendra que par l'abaissement total du clergé, et pour parvenir à ce résultat, il bouleversera la monarchie ». Il prédit le rôle du duc de Chartres et sa fin funeste : « on lui proposera la couronne de France, et l'échafaud lui tiendra lieu de trône », ainsi qu'une guerre civile et « une république avide dont le sceptre sera la hache du bourreau ». L'entrevue avec le roi Louis XVI, dans le but de lui donner des révélations plus complètes, n'aura pas lieu, car le comte de Maurepas, son ministre, voudra faire arrêter Saint-Germain. Ce dernier, le pressentant, disparaîtra. La comtesse d'Adhémar conclut ainsi de cette étonnante entrevue : « La reine y pensa encore quelquefois, mais insensiblement elle en perdit le souvenir. »

### Postérité
Saint-Germain a fourni des éléments essentiels au Faust de Goethe.
Napoléon III, initié au carbonarisme, s'intéressant au comte de Saint-Germain, chargea la police de rassembler aux Tuileries tous les indices possibles le concernant. Ce dossier aurait brûlé, lors de l'incendie qui a ravagé ce palais parisien en 1871, il ne reste ainsi presque plus aucune trace de l'identité réelle ou prétendue de Saint-Germain,,.
En 1939, un aviateur américain dont l'appareil s'était écrasé près d'un monastère tibétain, raconta avoir rencontré parmi les moines un homme prétendant être le comte de Saint-Germain.
Dans les années 1970, l'aventurier français Richard Chanfray a connu une certaine notoriété médiatique en affirmant être le comte de Saint-Germain, puis en devenant le compagnon de la chanteuse Dalida,. Il s'est suicidé en 1983,.

## Ouvrage putatif
- La Très Sainte Trinosophie, ouvrage ésotérique de la fin du XVIIIe siècle attribué au comte de Saint-Germain.